# Grande Prêmio da Grã-Bretanha de 1985
Resultados do Grande Prêmio da Grã-Bretanha de Fórmula 1 realizado em Silverstone em 21 de julho de 1985. Oitava etapa do campeonato, foi vencido pelo francês Alain Prost, da McLaren-TAG/Porsche, com Michele Alboreto em segundo pela Ferrari e Jacques Laffite em terceiro pela Ligier-Renault.

## Resumo
O evento foi marcado de muitas emoções, como a pole do piloto Keke Rosberg, da Williams, seguido de Piquet, Prost, Senna, Mansell e Alboreto. Essa pole foi histórica, porque foi um recorde, com média de 259 km, batendo a pole de Chris Amon em Monza com média de 251,2 km.
Na largada, Senna pulou de quarto para primeiro, seguido de Rosberg, Mansell, Prost, Laffite e Piquet. O brasileiro se manteve na liderança até a volta 58, quando teve uma briga espetacular com Alain Prost. Depois que Prost passou, Senna quebrou o sistema de combustível. Prost partiu para uma tranquila vitória com uma volta de vantagem para Alboreto. Jacques Laffite terminou em terceiro, Piquet em quarto, Warwick em quinto e Marc Surer em sexto a duas voltas de Prost.

## Classificação

### Treinos oficiais
| Pos.    | Nº | Piloto             | Construtor             | Q1       | Q2       | Diferença |
| ------- | -- | ------------------ | ---------------------- | -------- | -------- | --------- |
| 1       | 6  | Keke Rosberg       | Williams-Honda         | 1:06.107 | 1:05.591 | —         |
| 2       | 7  | Nelson Piquet      | Brabham-BMW            | 1:08.933 | 1:06.249 | + 0.658   |
| 3       | 2  | Alain Prost        | McLaren-TAG/Porsche    | 1:06.308 | 1:08.532 | + 0.717   |
| 4       | 12 | Ayrton Senna       | Lotus-Renault          | 1:06.324 | 1:06.794 | + 0.733   |
| 5       | 5  | Nigel Mansell      | Williams-Honda         | 1:09.080 | 1:06.675 | + 1.084   |
| 6       | 27 | Michele Alboreto   | Ferrari                | 1:06.793 | 1:07.427 | + 1.202   |
| 7       | 25 | Andrea de Cesaris  | Ligier-Renault         | 1:11.082 | 1:07.448 | + 1.857   |
| 8       | 11 | Elio de Angelis    | Lotus-Renault          | 1:07.581 | 1:07.696 | + 1.990   |
| 9       | 19 | Teo Fabi           | Toleman-Hart           | 1:07.678 | 1:07.871 | + 2.087   |
| 10      | 1  | Niki Lauda         | McLaren-TAG/Porsche    | 1:07.743 | 1:09.001 | + 2.152   |
| 11      | 28 | Stefan Johansson   | Ferrari                | 1:08.169 | 1:07.887 | + 2.296   |
| 12      | 16 | Derek Warwick      | Renault                | 1:08.238 | 1:08.604 | + 2.647   |
| 13      | 15 | Patrick Tambay     | Renault                | 1:09.898 | 1:08.240 | + 2.649   |
| 14      | 22 | Riccardo Patrese   | Alfa Romeo             | 1:08.384 | 1:10.110 | + 2.793   |
| 15      | 8  | Marc Surer         | Brabham-BMW            | 1:09.572 | 1:08.587 | + 2.996   |
| 16      | 26 | Jacques Laffite    | Ligier-Renault         | 1:10.756 | 1:08.656 | + 3.065   |
| 17      | 17 | Gerhard Berger     | Arrows-BMW             | 1:09.870 | 1:08.672 | + 3.081   |
| 18      | 9  | Manfred Winkelhock | RAM-Hart               | 1:10.299 | 1:09.114 | + 3.523   |
| 19      | 18 | Thierry Boutsen    | Arrows-BMW             | 1:09.413 | 1:09.131 | + 3.540   |
| 20      | 3  | Martin Brundle     | Tyrrell-Renault        | 1:10.718 | 1:09.242 | + 3.651   |
| 21      | 10 | Philippe Alliot    | RAM-Hart               | 1:11.162 | 1:09.609 | + 4.018   |
| 22      | 23 | Eddie Cheever      | Alfa Romeo             | 1:11.072 | 1:10.345 | + 4.754   |
| 23      | 29 | Pierluigi Martini  | Minardi-Motori Moderni | 1:13.645 | 1:15.363 | + 8.054   |
| 24      | 30 | Jonathan Palmer    | Zakspeed               | 1:17.856 | 1:13.713 | + 8.122   |
| 25      | 24 | Piercarlo Ghinzani | Osella-Alfa Romeo      | 1:16.400 | —        | + 10.809  |
| 26      | 4  | Stefan Bellof      | Tyrrell-Ford           | 1:17.009 | 1:16.596 | + 11.005  |
| Fontes: |    |                    |                        |          |          |           |

### Corrida
| Pos.    | Nº | Piloto             | Construtor             | Voltas | Tempo/Diferença  | Grid | Pontos |
| ------- | -- | ------------------ | ---------------------- | ------ | ---------------- | ---- | ------ |
| 1       | 2  | Alain Prost        | McLaren-TAG/Porsche    | 65     | 1:18:10.436      | 3    | 9      |
| 2       | 27 | Michele Alboreto   | Ferrari                | 64     | + 1 volta        | 6    | 6      |
| 3       | 26 | Jacques Laffite    | Ligier-Renault         | 64     | + 1 volta        | 16   | 4      |
| 4       | 7  | Nelson Piquet      | Brabham-BMW            | 64     | + 1 volta        | 2    | 3      |
| 5       | 16 | Derek Warwick      | Renault                | 64     | + 1 volta        | 12   | 2      |
| 6       | 8  | Marc Surer         | Brabham-BMW            | 63     | + 2 voltas       | 15   | 1      |
| 7       | 3  | Martin Brundle     | Tyrrell-Renault        | 63     | + 2 voltas       | 20   |        |
| 8       | 17 | Gerhard Berger     | Arrows-BMW             | 63     | + 2 voltas       | 17   |        |
| 9       | 22 | Riccardo Patrese   | Alfa Romeo             | 62     | + 3 voltas       | 14   |        |
| 10      | 12 | Ayrton Senna       | Lotus-Renault          | 60     | Injeção          | 4    |        |
| 11      | 4  | Stefan Bellof      | Tyrrell-Ford           | 59     | + 6 voltas       | 26   |        |
| Ret     | 1  | Niki Lauda         | McLaren-TAG/Porsche    | 57     | Pane elétrica    | 10   |        |
| Ret     | 18 | Thierry Boutsen    | Arrows-BMW             | 57     | Spun Off         | 19   |        |
| Ret     | 25 | Andrea de Cesaris  | Ligier-Renault         | 41     | Embreagem        | 7    |        |
| Ret     | 29 | Pierluigi Martini  | Minardi-Motori Moderni | 38     | Transmissão      | 23   |        |
| NC      | 11 | Elio de Angelis    | Lotus-Renault          | 37     | Não classificado | 8    |        |
| Ret     | 9  | Manfred Winkelhock | RAM-Hart               | 28     | Turbo            | 18   |        |
| Ret     | 6  | Keke Rosberg       | Williams-Honda         | 21     | Exaustor         | 1    |        |
| Ret     | 5  | Nigel Mansell      | Williams-Honda         | 17     | Embreagem        | 5    |        |
| Ret     | 23 | Eddie Cheever      | Alfa Romeo             | 17     | Turbo            | 22   |        |
| Ret     | 30 | Jonathan Palmer    | Zakspeed               | 6      | Motor            | 24   |        |
| Ret     | 19 | Teo Fabi           | Toleman-Hart           | 4      | Transmissão      | 9    |        |
| Ret     | 28 | Stefan Johansson   | Ferrari                | 1      | Acidente         | 11   |        |
| Ret     | 15 | Patrick Tambay     | Renault                | 0      | Spun Off         | 13   |        |
| Ret     | 10 | Philippe Alliot    | RAM-Hart               | 0      | Acidente         | 21   |        |
| Ret     | 24 | Piercarlo Ghinzani | Osella-Alfa Romeo      | 0      | Acidente         | 25   |        |
| Fontes: |    |                    |                        |        |                  |      |        |

## Tabela do campeonato após a corrida
| Pos.    | Piloto           | Pontos |
| ------- | ---------------- | ------ |
| 1       | Michele Alboreto | 37     |
| 2       | Alain Prost      | 35     |
| 3       | Elio de Angelis  | 26     |
| 4       | Keke Rosberg     | 18     |
| 5       | Stefan Johansson | 16     |
| Fontes: |                  |        |

| Pos.    | Equipe              | Pontos |
| ------- | ------------------- | ------ |
| 1       | Ferrari             | 56     |
| 2       | McLaren-TAG/Porsche | 38     |
| 3       | Lotus-Renault       | 35     |
| 4       | Williams-Honda      | 23     |
| 5       | Renault             | 15     |
| Fontes: |                     |        |

- Nota: Somente as primeiras cinco posições estão listadas. Entre 1981 e 1990 cada piloto podia computar onze resultados válidos por temporada não havendo descartes no mundial de construtores.